# Antigua Cárcel de Ares del Maestre
La antigua Cárcel de Ares del Maestre, en la comarca del Alto Maestrazgo, provincia de Castellón, es un edificio datado  del siglo XIII, catalogado como Bien de Relevancia Local, con la categoría de Monumento de interés local, con códigoː 12.02.014-019, derivándose su catalogación por estar incluido en el expediente de declaración del Conjunto de la Villa de Ares, como Bien de Interés Cultural y de complementación de la declaración de Bien de Interés Cultural Castillo de Ares del Maestre.
Para acceder a ella hay que entrar desde el edificio del Ayuntamiento, el cual presenta fachada a la plaza Mayor, con un arco de medio punto, todo lo cual era parte de la antigua muralla que rodeaba Ares.